# Bảng tổng sắp huy chương Đại hội Thể thao châu Á 2018
Đại hội Thể thao châu Á 2018, chính thức được gọi là XVIII Asiad, là sự kiện thể thao lớn nhất ở châu Á do Hội đồng Olympic châu Á (OCA) quản lý. Nó đã được tổ chức tại Jakarta và Palembang, Indonesia từ ngày 18 tháng 8 đến ngày 2 tháng 9 năm 2018, với 465 nội dung thi đấu trong 40 môn thể thao và kỷ luật được thiết lập để thể hiện trong đại hội thể thao.

## Bảng huy chương
| Hạng                | NOC                 | Vàng | Bạc | Đồng | Tổng số |
| ------------------- | ------------------- | ---- | --- | ---- | ------- |
| 1                   | Trung Quốc          | 132  | 92  | 66   | 290     |
| 2                   | Nhật Bản            | 75   | 57  | 73   | 205     |
| 3                   | Hàn Quốc            | 49   | 58  | 70   | 177     |
| 4                   | Indonesia           | 31   | 24  | 43   | 98      |
| 5                   | Uzbekistan          | 20   | 24  | 25   | 69      |
| 6                   | Iran                | 20   | 20  | 22   | 62      |
| 7                   | Đài Bắc Trung Hoa   | 17   | 19  | 31   | 67      |
| 8                   | Ấn Độ               | 16   | 23  | 31   | 70      |
| 9                   | Kazakhstan          | 15   | 18  | 43   | 76      |
| 10                  | CHDCND Triều Tiên   | 12   | 12  | 13   | 37      |
| 11                  | Thái Lan            | 11   | 16  | 46   | 73      |
| 12                  | Bahrain             | 10   | 8   | 6    | 24      |
| 13                  | Hồng Kông           | 8    | 18  | 20   | 46      |
| 14                  | Malaysia            | 7    | 13  | 16   | 36      |
| 15                  | Qatar               | 6    | 4   | 3    | 13      |
| 16                  | Việt Nam            | 5    | 15  | 19   | 39      |
| 17                  | Mông Cổ             | 4    | 9   | 11   | 24      |
| 18                  | Singapore           | 4    | 4   | 14   | 22      |
| 19                  | Philippines         | 4    | 2   | 15   | 21      |
| 20                  | UAE                 | 3    | 6   | 5    | 14      |
| 21                  | Kyrgyzstan          | 3    | 5   | 12   | 20      |
| 22                  | Kuwait              | 3    | 1   | 2    | 6       |
| 23                  | Jordan              | 2    | 1   | 9    | 12      |
| 24                  | Campuchia           | 2    | 0   | 1    | 3       |
| 25                  | Ả Rập Xê Út         | 1    | 2   | 3    | 6       |
| 26                  | Ma Cao              | 1    | 2   | 2    | 5       |
| 27                  | Iraq                | 1    | 2   | 0    | 3       |
| 28                  | Triều Tiên          | 1    | 1   | 2    | 4       |
| 28                  | Liban               | 1    | 1   | 2    | 4       |
| 30                  | Tajikistan          | 0    | 4   | 3    | 7       |
| 31                  | Lào                 | 0    | 2   | 3    | 5       |
| 32                  | Turkmenistan        | 0    | 1   | 2    | 3       |
| 33                  | Nepal               | 0    | 1   | 0    | 1       |
| 34                  | Pakistan            | 0    | 0   | 4    | 4       |
| 35                  | Myanmar             | 0    | 0   | 2    | 2       |
| 35                  | Afghanistan         | 0    | 0   | 2    | 2       |
| 37                  | Syria               | 0    | 0   | 1    | 1       |
| Tổng số (37 đơn vị) | Tổng số (37 đơn vị) | 464  | 465 | 622  | 1551    |